# Эмечета, Бучи
Флоренс Онебучи «Бучи» Эмечета (англ. Florence Onyebuchi "Buchi" Emecheta; 21 июля 1944[…], Лагос — 25 января 2017, Лондон) — британская писательница, драматург и социолог нигерийского происхождения, написала автобиографию, сочиняла для детей. Она написала более 20 книг, в том числе Second Class Citizen (1974), The Bride Price (1976), «Рабыня» (1977) и The Joys of Motherhood (1979). Большинство её ранних романов публиковались в издательстве Allison & Busby, где её редактором была Маргарет Басби.
В своих произведениях Эмечета затрагивала темы детского рабства, материнства, женской независимости и свободы, получив признание критиков и почести. Однажды она назвала свои истории «историями мира, где женщины сталкиваются с универсальными проблемами бедности и угнетения, и чем дольше эти проблемы существуют, тем глобальнее они становятся». В работах Эмечета исследует противоречие между традициями и современностью. Ее характеризуют как «первую успешную чернокожую женщину-романиста, жившую в Великобритании после 1948 года».

## Биография

### Детство
Эмечета родилась в Лагосе, Нигерия. Ее отцом был Джереми Нвабудинке, железнодорожный рабочий, а матерью – Алиса Огбанье Охебета Эмечета (урожденная Оквуэквухе). Бучи провела свое детство в городе Ибуса, штат Дельта, южный регион Нигерии, на родине ее родителей.
С детства Эмечета хотела получить образование, как ее брат Адольфус. По воспоминаниям сына Бучи, Сильвестра Онворди, ее жизнь была бедной: она была больным, плохо питающимся ребенком.
В 1953 году умер отец Эмечеты. В 1954 году Бучи получила стипендию для обучения в престижной методистской средней школе для девочек в Ябе, Лагос, где она общалась с детьми из элитных семей. По словам Сильвестра, семейная легенда гласит, что благотворитель оказал Эмечете поддержку, чтобы она могла продолжить учебу в школе, хотя ее мать хотела, чтобы она продавала апельсины на рынке.

### Молодость
Во время первого года обучения Бучи в школе ее мать умерла. Проучившись до 16 лет в школе, в 1960 году Эмечета вышла замуж за Сильвестра Онворди. В том же году она родила дочь, а через год, в 1961 году, — сына.
Онворди переехал в Лондон, чтобы получить образование, и в 1962 году и Эмечета с детьми переехали к нему. В течение 6 лет Бучи родила еще 3 детей. В 22 года, когда Бучи была беременной пятым ребенком, она ушла от мужа после того, как он отказался читать первый роман Эмечеты и сжег рукопись. Будучи матерью-одиночкой и работая помощницей библиотекаря в Британском музее, в 1974 году она получила бакалаврскую степень по социологии с отличием в Лондонском университете.
До 1978 года Эмечета работала общественной работницей в Камдене, на севере Лондона, и опиралась на собственный опыт, создавая истории для своих работ.

### Старость и смерть
Пережив в 2010 году инсульт, Эмечета перестала писать из-за различных заболеваний, в том числе деменции, и вместе со своим сыном, Сильвестром, управляла издательством Ogwugwu Afor, в котором публиковались ее работы. Две дочери Бучи, Флоренс и Кристи умерли раньше Бучи, а Сильвестр, Джек и Алиса пережили свою мать.
В 2010 году Эмечета пережила инсульт и потеряла способность двигаться и работать. Она умерла в Лондоне 25 января 2017 года
Смерть писательницы нанесла значительный урон для мирового литературного сообщества, в частности для страны, где она родилась, Нигерии. Через день после объявления о ее смерти нигерийские газеты начали рассказывать о ее роли активного борца за права женщин; она была объявлена национальным героем, и её личность закрепилась, как символ женской борьбы за отстаивание своих прав. Ифеаний Окова, губернатор штата Дельта, откуда родом Эмечета, выразил свои соболезнования в нескольких нигерийских национальных газетах. Писатели по всей стране и по всему миру восхваляли ее и скорбили по её потере, объективно оценивая её вклад, многие из них восхищались ею за упорство в отстаивании интересов женщин и силу духа. 
Многие люди сходились во мнении, что ее смерть в возрасте 72 лет стала тяжелым ударом для феминистического общества, которое объединено вместе в борьбе против патриархата, которой она посвятила всю свою жизнь, оставив после себя огромное литературное наследие. Ее романы смогли поспособствовать развитию нового способа борьбы с продолжительным угнетением прав женщин, придав этой теме большую огласку не только для африканских женщин, но и для девочек и женщин во всем мире.

## Творческая деятельность

### Работы Бучи
Первые работы Эмечеты были опубликованы в качестве сборника «В канаве» в 1972 году в регулярной колонке в New Statesman, и в этих работах нашел отражения опыт жизни самой Бучи: она писала о чернокожих британцах. Среди первых работ был также, например, полуавтобиографический роман, который рассказывает о борьбе главной героини, Ады, альтер-эго Бучи, столкнувшейся с домашним насилием от жестокого мужа и пытающейся прокормить своих детей. Второй роман Бучи, опубликованный два года спустя, «Гражданка второго сорта» (1974), содержал тот же образ нигерийской женщины. 
Маргарет Басби, одна из основательниц издательства Allison & Busby, в котором публиковались работы Бучи, признавалась, что увидела в произведениях Эмечеты отражение опыта чернокожих британских женщин, которым не хватало "выдержки и решимости" выразить свои мысли. Басби познакомилась с работами Бучи в начале 1970-х годов, когда Эмечета только начинала публиковаться, и сразу поняла, что опыт писательницы, который она вложила в свою автобиографическую литературу, станет известен британскому обществу. Бучи посвятила Маргарет Басби одну из своих работ, выигравшую награду Джока Кэмпбела, — «Рабыню» (1977): «За Маргарет Басби, за ее веру в меня».
Бучи сосредоточилась на роли женщин в нигерийском обществе в ее третьем романе — «Выкуп за невесту». Она также рассказывала о своем опыте воспитании детей в меняющихся устоях игбо — достаточно традиционных общинах — в одной из самой известной своей работе — «Радости материнства». В 1976 году ее первая пьеса «Своего рода брак» получила высокую оценку, когда была показана на телеканале BBC. Десять лет спустя она адаптировала пьесу в роман и в том же году выпустила автобиографию «Голова над водой»». Некоторые работы Бучи содержат в себе достаточно близкие для Эмечеты темы жизни иммигрантов в Великобритании. Среди них, например, «Гвендолен»(1989), «Кехинде» (1994) и «Новое племя» (2000).
В 1983 году Эмечета появилась в первом списке лучших молодых британских романистов, получившем премию Granta. 

### Оценка
Коллеги Бучи и африканские писательницы описали Эмечету как источник вдохновения не только потому, что она открыла путь в литературу для других чернокожих женщин, но и потому, что она подняла тему борьбы с домашним насилием. По мнению Кадии Сесай, подруги Бучи и издательницы журнала Sable LitMag, придуманные истории Бучи без использования реальных слов показали женщинам их силу: «Они могут выжить и преуспеть, несмотря на невзгоды и жестокое обращение, и отстаивать феминизм».
Также Бучи проводила занятия по сторителлингу, которые оказали влияние на Аластера Нивена, бывшего директора Африканского центра в Лондоне. По его словам, Эмечета стала примером для подражания в том, как чернокожие женщины из другой страны могут занять высокое место в британском обществе, используя свою решимость и способность.
Британско-нигерийская писательница Бернардин Эваристо назвала Эмечету “невероятно важной” фигурой в истории британской литературы. Она считает, что рассказ «Радости материнства», в котором повествуется о женской жизни в Нигерии до обретения независимости, должен быть представлен как женский, феминистический аналог романа Чинуа Ачебе «Вещи разваливаются».
Джеймс Керри, который в качестве главного редактора серии «Африканские писатели» Хайнеманна позже опубликовал работу Эмечеты, считал, что Бучи и несколько других чернокожих писательниц (Флора Нвапа и Бесси Хед) подали женщинам из Африки идею, что их работы могут быть опубликованы, а идеи — услышаны другими.
Несмотря на то что Эмечета была символом современной африканской женщины, ее заботила несвобода женщин и она стремилась рассказывать об этом в своих работах, Бучи не хотела называться феминисткой. Она считала, что у нее нет особой миссии помимо рассказывания историй: «Мне нравится рассказывать миру нашу часть истории, используя голоса женщин».

## Награды и признание
В 2005 году Эмечете было присвоен Орден Британской Империи за вклад в национальную литературу. Этот факт обозначил признание писательницы, её работ и идей, которые часто освещали социальные проблемы и темы жизни на задворках британского общества. Также известно, что на интервью Джейн Брайс в 1983 году она сказала, что наличие у нее британского паспорта стало одним из ключевых факторов, который помог ей стать одной из лучших молодых и перспективных писательниц Granta. Несмотря на это широкое признание, у Эмечеты оставалось двойственное отношение к британскому обществу, которое часто отражалось как в ее творчестве, так и во вне его. 

## Наследие
З февраля 2018 года, прошел день «Celebrating Buchi Emecheta», посвященный жизни и творчеству писательницы. Была проведена встреча писателей, критиков, художников, издателей, энтузиастов литературы и активистов культуры со всего мира, включая Лондон и другие части Великобритании, Франции, Германии, США, Канады, Нигерии, Ганы, Кении, Южной Африки и Карибского бассейна, и т.д. мероприятие было проведено в Лондонском университете. В объявлении о мероприятии организаторы заявляли, что в этот день можно увидеть кураторскую инсталляцию The Life and Times Эмечеты, послушать панельные дискуссии и отрывки из некоторых ее самых известных романов и музыку, посмотреть на тематические танцы, попробовать нигерийскую еду. 
Пьеса А Kind of Marriage (1986) была адаптирована и экранизирована для телевидения BBC. Она посвящена трудноразрешимым и самым распространенным проблемам брака таким, как бедность, насилие, отсутствие взаимопонимания между супругами и т.д. Среди критиков отзывы об этой пьесе оказались положительными, и она стала использоваться для автобиографической работы Head Above Water (1984). 

## Работы
Многие литературные произведения Эмечеты -- романы, детские рассказы, телевизионные пьесы и мемуары - содержат автобиографические элементы. Личный опыт фигурировал в работах писательницы для того, чтобы ярче донести для читателя чувства и мысли угнетенных женщин. 
Она постоянно оспаривала гендеризацию культурного пространства, выражая свои протестные мысли и чувства против данных устоев в каждую работу, которую она создавала. Как выразилась Маргарет Басби, ее давняя подруга и издатель, "Учитывая шансы, которые у неё были, это является триумфом, что она создала огромное наследие, за которое женщины её будут помнить вечно". Внеся обширный культурный вклад в два мира - Нигерию и Великобританию, Эмечета стала свободно владеть понятиями и традициями обеих стран. 
Как пишет критик-женщина Чиквене Оконьо-Огуньеми, именно Эмечета своей художественной литературой осветила истину, что «Нигерия - мужская страна, и этот факт ежедневно навязывается нигерийской женщине». Разрушение этой идеи и восстановление значимости и ценности женщины в этом обществе стали для Эмечеты главной целью ее большого литературного и личного проекта. Свою жизнь и карьеру Эмечета посвятила созданию текстов, соответствующих ее мировоззрению и принципам, как африканской женщины, жившей в сельской и городской Африке, так и чернокожей писательницы, преодолевавшей трудности жизни в Европе 1960-х и 1970-х годов. 
Ее первый роман «В канаве», опубликованный в 1972 году, рассказывал о трудностях Абы, которая представляла собой альтер-эго Эмечеты, в воспитании детей в лондонских трущобах. Всего Эмечета опубликовала более двадцати книг, главными героями которых часто оказывались именно чернокожие женщины, что подтверждает элементы автобиографичности в произведениях писательницы. 

### Список наиболее известных романов
- «В канаве» (1972); [17]
- «Гражданин второго сорта» (1975);[17]
- «Выкуп за невесту» (1976); [17]
- «Рабыня» (1977); [17]
- «Радости материнства» (1979);[17]
- «Гвендолен» (1989), [17]
- «Семья» (1990), [17]
- «Кехинде» (1994),[17]
- «Пункт назначения Биафра» (1982) [18]
- «Двойное ярмо» (1982) [18]
- «Новое племя» (2000) [17]
- "На плаву" (1986) [17]

В основном центральные персонажи Эмечеты - это соседи, сослуживцы: бедные и богатые, африканцы и пакистанцы, зажиточные евреи, семьи с детьми; матери-одиночки, брошенные жены, студенты, молодые девушки и прочие социальные классы, испытывающие ограничения в новой и незнакомой для себя среде; также фигурируют среди героев дети, вынужденные мириться с трудностями; приемные родители; иммигранты, которые демонстрируют все возможные способы выживания, побеждая в борьбе с собой и обществом, где духовные ценности уступают материальным. 